# Arberèche
L'arberèche (endonyme : arbërisht ; en italien : arbëreshe ; en albanais : arbërishtja) est la langue parlée par la minorité ethno-linguistique albanaise d'Italie, les Arberèches. C'est une variété linguistique du tosque, parlé dans le sud de l'Albanie et dont l'origine provient de la diaspora. En effet, les Albanais ont émigré vers l'Italie méridionale à partir de la seconde moitié du XVe siècle.

## Caractéristiques
Les Arberèches sont dans diverses zones de l'Italie et chaque zone présente des spécificités locales. L'idiome arberèche présente un intérêt particulier, car il a conservé la prononciation, la grammaire et le vocabulaire de l’Albanie pré-ottomane. En fait, l’arbërisht est le nom qui était donné à la langue utilisée en Albanie avant l’annexion ottomane, au XVIe siècle, la région s’appelant l’Arbërie. 

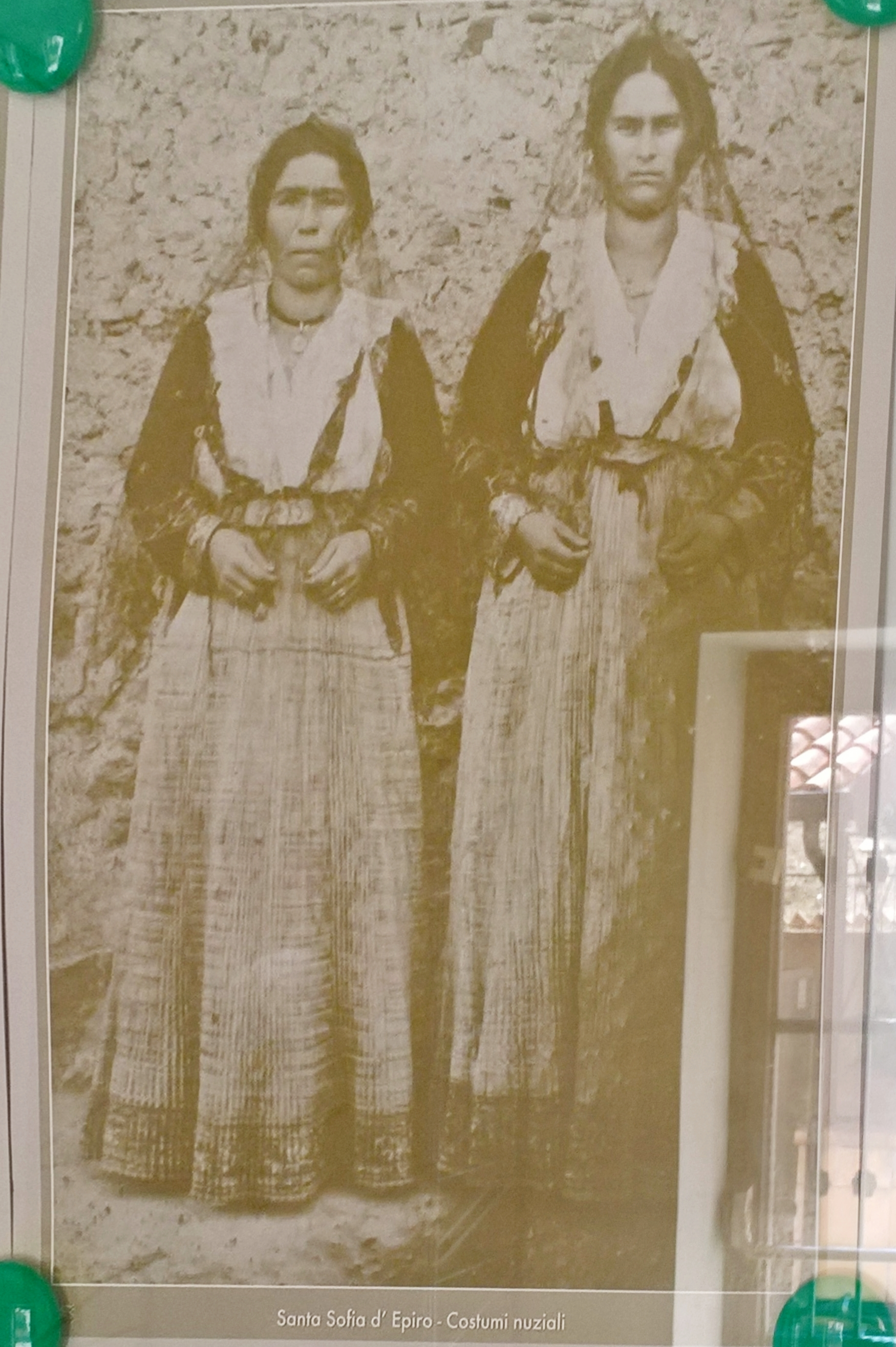
Femmes arberèches.